# Anticipation (genetik)
Anticipation är ett begrepp inom genetik som används om genetiska sjukdomar för att tala om att en sjukdom har en tendens att uppträda i lägre åldrar och med ökad svårighetsgrad i efterföljande generationer, det vill säga förvärras så att barn drabbas tidigare och svårare än föräldrarna.
Sjukdomar där detta fenomen uppträder orsakas oftast av expanderande trinukleotidupprepningar som brukar bestå av tre baser som upprepas flera gånger. Ju fler upprepningar som finns i anlaget desto mer framträdande blir symptomen. Efter att sjukdomen nedärvts kommer dessa områden med repeterade sekvenserna att öka och därmed kommer även svårighetsgraden att öka.
Exempel på sjukdomar där detta mönster följs är Dystrofia myotonika, Huntingtons sjukdom och flera former av spinocerebellära ataxier samt Fragil X-syndrom.